# Ван Рензбург, Джонатан
Джонатан Барри Янсе ван Рензбург (англ. Jonathan Barry Janse van Rensburg; род. 27 февраля 1990 года, Питермарицбург) — южноафриканский регбист, игрок третьей линии команды «Слава».

## Биография
Начал карьеру в играх за команду Университета Претории. В 2012 был в заявке команды «Блю Буллс» на Кубок Карри, однако на поле не появлялся. С 2015 года попал в состав команды «Грикуас», где за 4 года провел 63 матча и отметился 9 попытками. Летом 2019 года вместе с соотечественниками Винандом Грассманном и Герхардом Нортье перешел в столичную «Славу». В сезоне 2019 года стал бронзовым призером чемпионата, провел 10 игр очков не набирал.